# 楠木正具
楠木 正具（くすのき まさとも）は戦国時代の武将。楠木正忠の子。嫡孫に正盛（盛信）。
北畠具教家臣。伊勢国治田城主。
伊勢侵略をもくろむ織田信長に激しく抗戦するが、その後形勢不利となった主君の具教は信長と和議を結んだ。
正具は伊勢を脱出し、顕如の元へと赴き、再び信長に戦いを挑んだ。本願寺内では武勇を買われ指導者を任されたと言われている。信長勢との長き戦いの末、1576年の石山合戦のさなかに討死を遂げた。

## 関連作品
小説
- 智本光隆『神剣の守護者』学研パブリッシング 2013年